# Carrosserie Labourdette

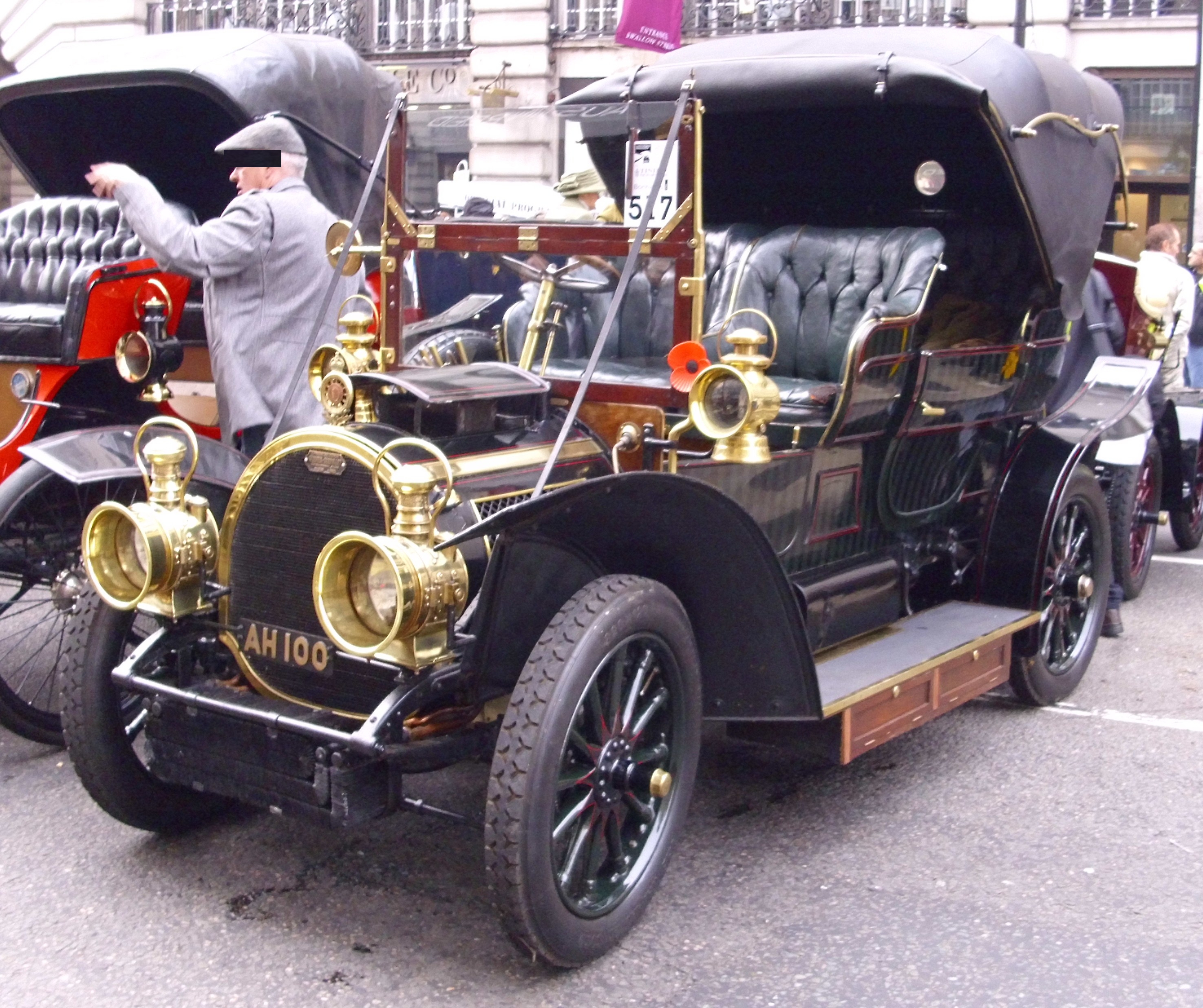
Gardner-Serpollet von Labourdette 1904

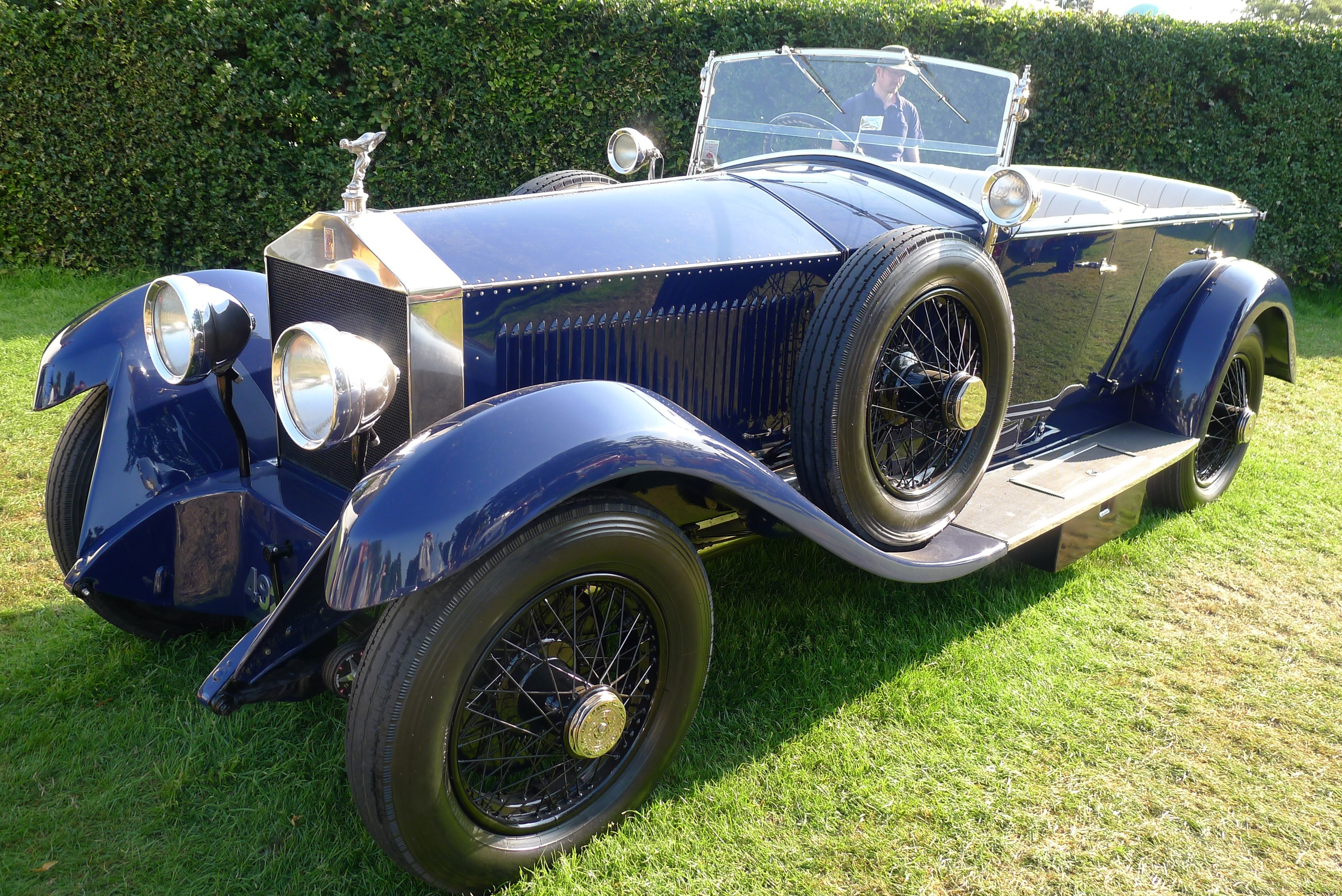
Rolls-Royce Silver Ghost von Labourdette 1924

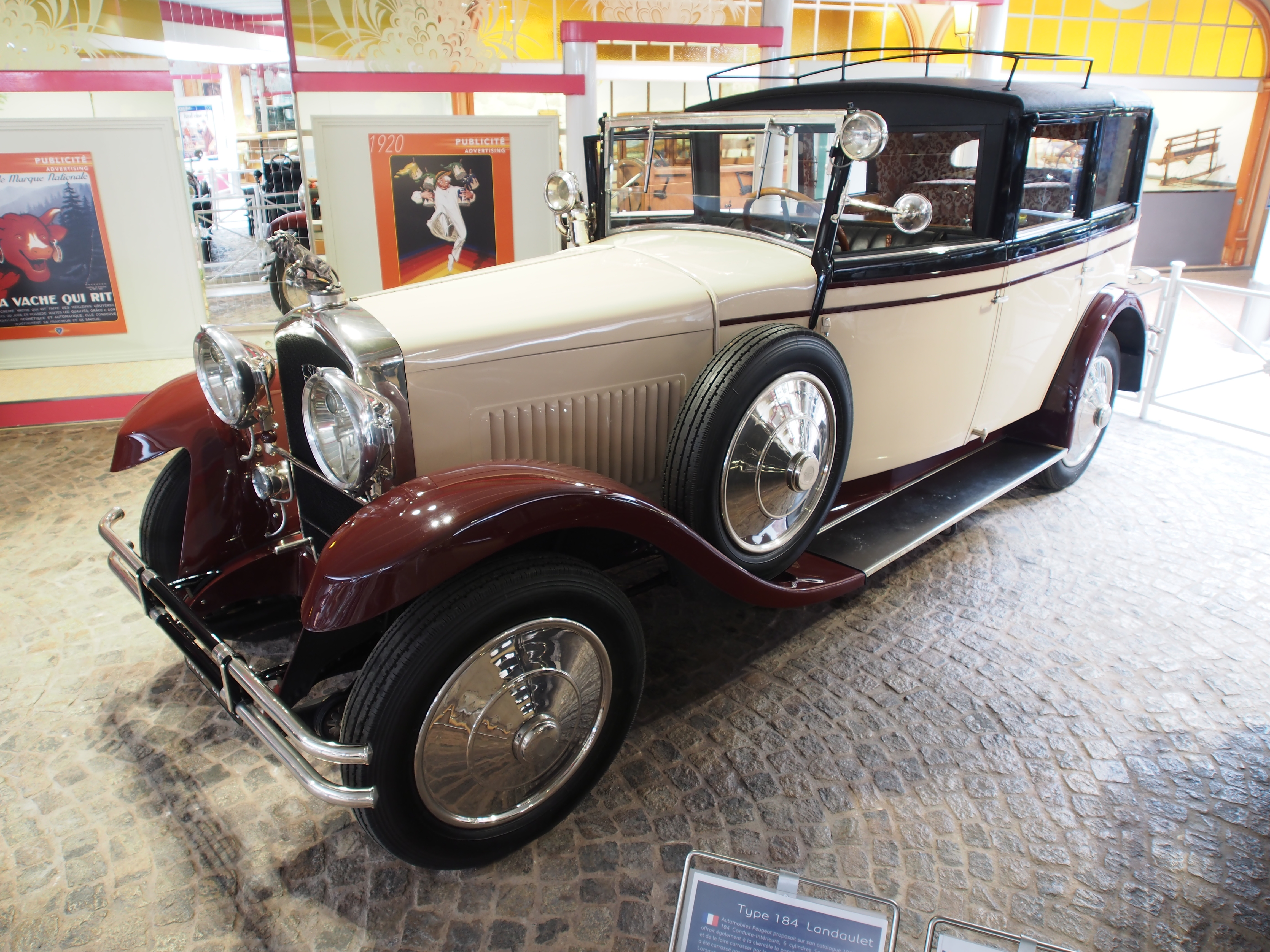
Peugeot Typ 184 von Labourdette 1928

Carrosserie Labourdette war ein Karosseriebauer in Frankreich.

## Unternehmensgeschichte
Das Unternehmen wurde 1858 in Paris gegründet. Zunächst stellte es Kutschen her. 1880 übernahm Henri-Jean Labourdette die Leitung. 1899 entstand die erste Karosserie für ein Automobil. 1907 traten seine Söhne Jean-Henri und Fernand in das Unternehmen ein. Der erstgenannte übernahm 1910 die Leitung nach dem Tod seines Vaters. In der Folge wurde das Unternehmen bekannt für besondere Karosserien, bevorzugt für hochpreisige Modelle.
1949 endete der Karosseriebau.
Es ist nicht bekannt, wann das Unternehmen aufgelöst wurde.

## Fahrzeuge
Als erstes Auto wurde ein Panhard & Levassor karossiert. 1901 folgte ein Coupé auf Renault-Basis.
Ab etwa 1910 entstanden aerodynamische Skiff-Karosserien für Panhard & Levassor. Weitere Marken waren Turcat-Méry und Delaunay-Belleville. 
1922 entstand ein Roadster mit Bootsheck für den Citroën Typ B2. Landaulets und Coupé de Ville für Luxusautos von Farman und Voisin folgten. Genannt werden auch Peugeot Typ 174, Bugatti Type 30 und Hispano-Suiza H 6. 1926 entstand eine Art Sonnendach.
Ab 1933 wurden verstärkt aerodynamische Karosserien gefertigt. Genannt werden ein Fahrzeug auf Basis des Renault Nervastella, ein Delage und ein Rolls-Royce Phantom III.
1935 erhielt das Unternehmen ein Patent für Vutotal (rahmenlose Windschutzscheibe und Scheiben in den Vordertüren), das aber nur bei Prototypen eingesetzt wurde.
1949 wurde als letztes Auto ein Renault 4CV karossiert und auf dem Pariser Autosalon präsentiert.